# Strijd in Rwanda

De ligging van Rwanda in Centraal-Afrika.

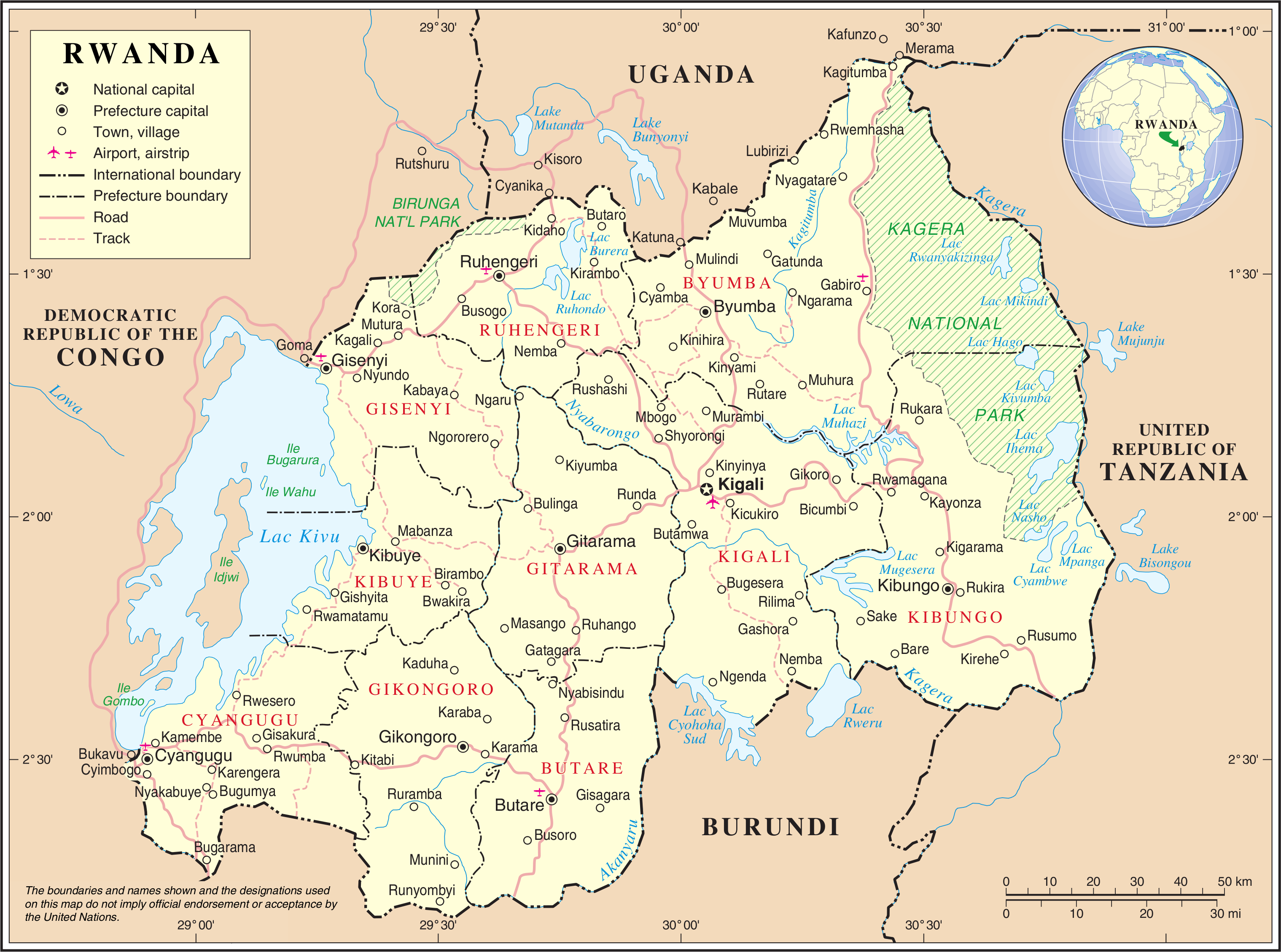
Een overzichtskaart van Rwanda.

Strijd in Rwanda is een spionageroman van auteur Gérard de Villiers en het 140e deel uit de S.A.S.-reeks met als protagonist de Oostenrijkse prins en freelance CIA-agent Malko Linge.

## Het verhaal
Op 6 april 1994 werd een vliegtuig met aan boord de Rwandese president Juvénal Habyarimana neergehaald door een raket. De president kwam zojuist terug van een conferentie waar gesproken was over het delen van de macht tussen de twee grootste stammen van Rwanda: de Tutsi's en Hutu's. Deze aanslag vormde het begin van de Rwandese Genocide.
Zes jaar later worden de verantwoordelijke leiders van de bloedbaden berecht voor het Internationaal Strafhof in een voor die gelegenheid opgericht lokale rechtbank.
De CIA stuurt Malko naar Rwanda om alsnog te achterhalen of de Tutsi's wel achter de aanslag op de Rwandese president hebben gezeten. Deze aanslag zou ook gepleegd kunnen zijn door extremistische Hutu's en waarmee zij twee-vliegen-in-een-klap sloegen: zij ontdeden zich op deze wijze van een gematigde president, die bovendien de macht wilde delen met de Tutsi's en zij hadden een excuus voor een volkerenmoord.
Malko raakt tijdens zijn onderzoek verstrikt in een land met duidelijke etnische scheidslijnen.

## Personages
- Malko Linge, een Oostenrijkse prins en CIA-agent;

## Waargebeurde feiten
Het verhaal is gebaseerd op de Rwandese Genocide, een burgeroorlog die in 1994 plaatsvond in Rwanda. Gedurende deze genocide werden naar schatting 500.000 tot 1 miljoen Tutsi's en gematigde Hutu's in een periode van 100 dagen, van 6 april tot half juli 1994, vermoord. De meeste moorden werden gepleegd door twee extremistische Hutu milities, de Interahamwe en de Impuzamugambi.